# Leptothorax goesswaldi
Leptothorax goesswaldi is een mierensoort uit de onderfamilie van de Myrmicinae. De wetenschappelijke naam van de soort is voor het eerst geldig gepubliceerd in 1967 door Kutter.